# Hugo Bischof
Hugo Bischof (* 4. Oktober 1892 in Hamburg; † 11. Oktober 1971 in Rostock) war ein deutscher Politiker der KPD.

## Leben
Bischof wurde als Sohn einer Arbeiterfamilie geboren. Er arbeitete als Metallarbeiter in Hamburg und Hannover. 1912 trat er in die Gewerkschaft und in die SPD ein. Er nahm als Soldat am Ersten Weltkrieg teil, wurde aber 1916 wegen einer schweren Verwundung entlassen. 1918 wurde er in Elmshorn Mitglied der USPD. Im November 1918 war er Mitglied des Arbeiter- und Soldatenrates und Ende 1920 war er dort KPD-Vorsitzender. Bischof wurde auf dem VIII. Parteitag der KPD 1923 als Ersatzmitglied für den Bezirk Wasserkante in den Zentralausschuss gewählt und kam im März 1923 in die Bezirksleitung nach Thüringen und wurde dort Orgsekretär. Von November 1923 bis Januar 1924 war er inhaftiert und wurde anschließend aus Thüringen ausgewiesen. Die Zentrale schickte ihn zunächst als Parteisekretär nach Hagen/Westfalen und nach Auflösung des Parteibezirks Hagen als Orgsekretär nach Siegen. Ende 1924 kehrte er nach Elmshorn zurück. Von 1927 bis 1929 war er Kreistagsabgeordneter in Pinneberg.
1929 wurde Bischof aus der KPD ausgeschlossen und trat der KPO bei. Von Juni bis September 1933 war er in Konzentrationslagern inhaftiert. Nach seiner Entlassung arbeitete er auf der Deutschen Werft als Lohnbuchhalter. Danker und Lehmann-Himmel charakterisieren ihn in ihrer Studie über das Verhalten und die Einstellungen der Schleswig-Holsteinischen Landtagsabgeordneten und Regierungsmitglieder der Nachkriegszeit in der NS-Zeit als Widerstandleistenden und als „oppositionell-gemeinschaftsfremd“.
Bischof arbeitete nach dem Zweiten Weltkrieg als Parteisekretär der KPD in Pinneberg und war Mitglied der BL Wasserkante. Er war von 1946 bis 1947 Landtagsabgeordneter in Schleswig-Holstein. Vom 11. April bis zum 11. November 1946 war er zweiter Landtagsvizepräsident. Bis 1950 war er Mitglied der KPD-Landesleitung Waterkante, verantwortlich für Landwirtschaft. Er wurde aus Gesundheitsgründen Rentner. 1968 übersiedelte er in die DDR.